# Erica reunionensis
Erica reunionensis är en ljungväxtart som beskrevs av E.G.H. Oliver. Erica reunionensis ingår i släktet klockljungssläktet, och familjen ljungväxter. Inga underarter finns listade i Catalogue of Life.

## Bildgalleri

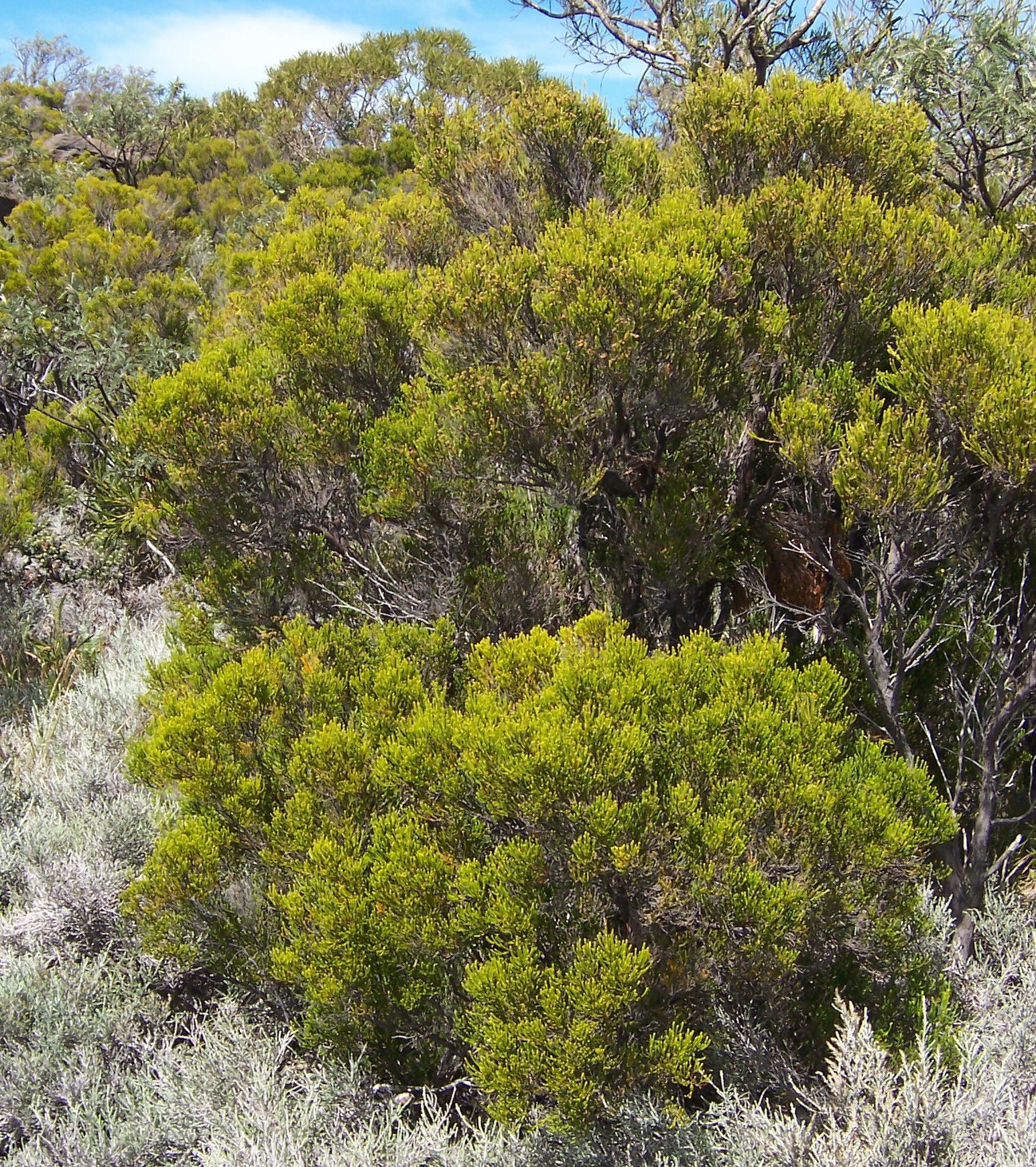
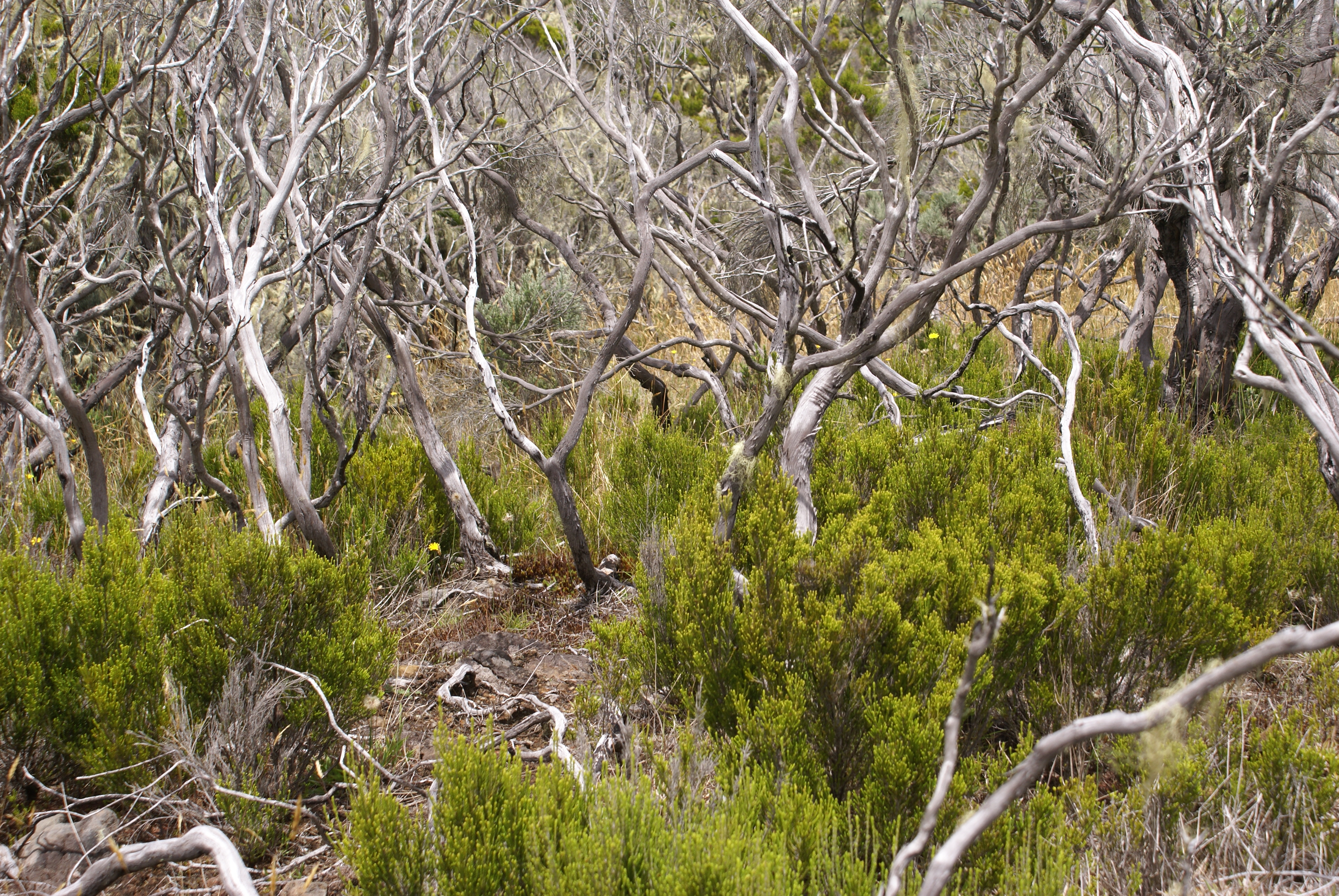
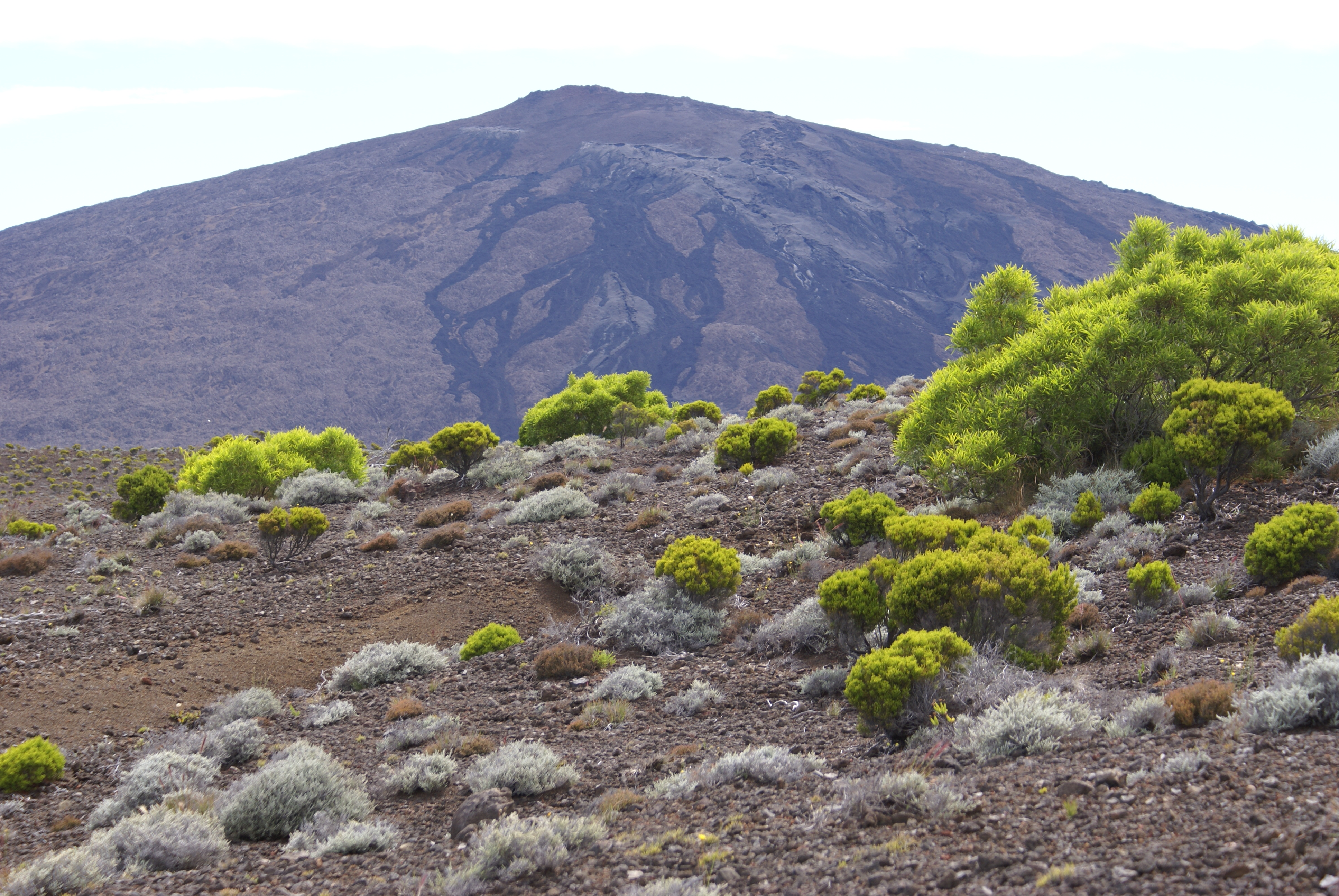
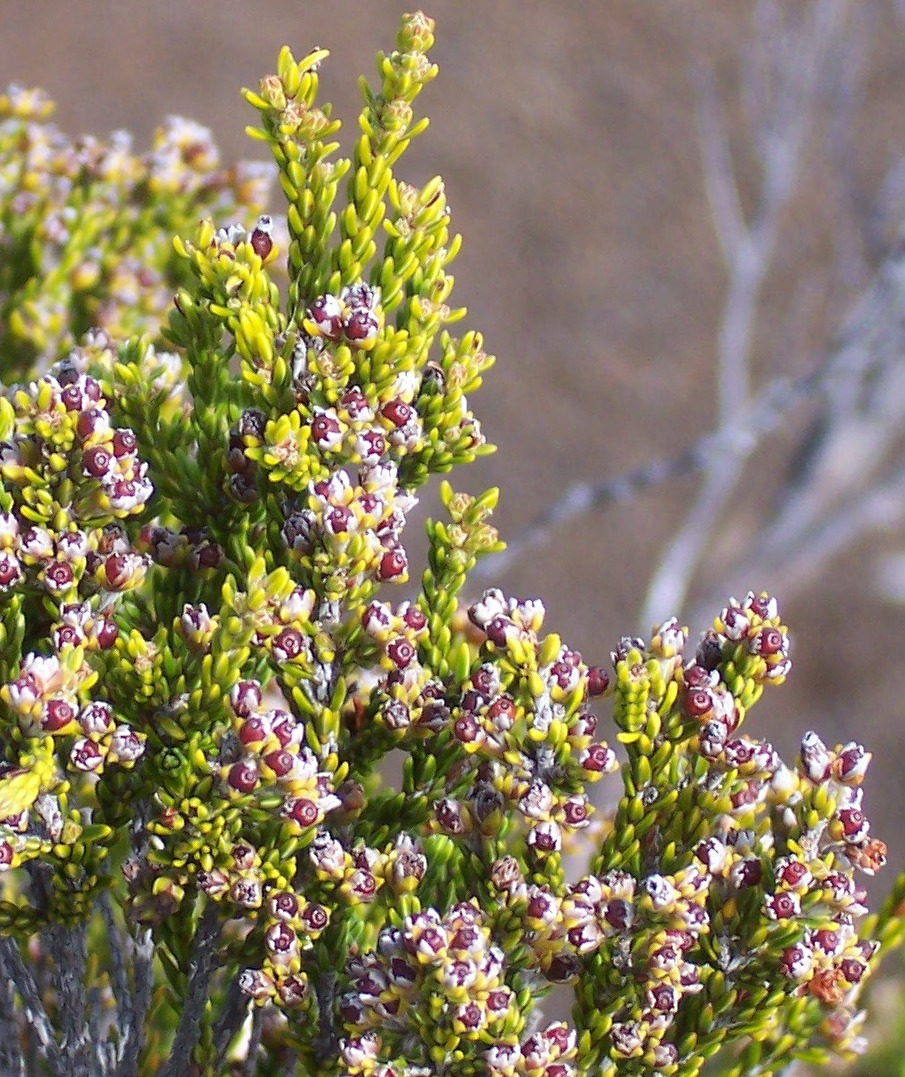